# 賈思同
賈思同（か しどう、生年不詳 - 540年）は、北魏・東魏の儒学者・官僚。字は士明。本貫は斉郡益都県。

## 経歴
賈思伯の弟にあたる。若くして志行にはげみ、経書や史書を平素から好んでいた。彭城王国侍郎を初任とした。尚書考功郎・青州別駕などを歴任した。長らくして鎮遠将軍・中散大夫の位を受け、滎陽郡太守として試用された。まもなく正式な太守となった。後に平南将軍・襄州刺史に任じられた。
529年（永安2年）、元顥が洛陽に入り、孝荘帝が河内に避難したが、思同は広州刺史の鄭先護とともに元顥に降らなかった。孝荘帝が洛陽に帰ると、思同は営陵県開国男に封じられ、撫軍将軍・給事黄門侍郎・青州大中正となった。さらに給事黄門侍郎を兼ねたまま鎮東将軍・金紫光禄大夫の位を受けた。まもなく車騎大将軍・左光禄大夫の位を加えられた。
東魏が建てられて鄴に遷った後、思同は黄門侍郎となり、侍中・河南慰労大使を兼ねた。国子祭酒の韓子熙とともに侍講となり、孝静帝に『杜氏春秋』を講義した。国子博士の衛冀隆が服虔の学説をもとに『杜氏春秋』の63か所を批判する上書をおこなうと、思同は衛冀隆に反論する11条を示して論争した。散騎常侍の位を加えられ、七兵尚書を兼ねた。まもなく侍中に任じられた。興和2年（540年）、死去した。使持節・都督青徐光三州諸軍事・驃騎大将軍・尚書右僕射・司徒公・青州刺史の位を追贈された。諡は文献といった。

## 伝記資料
- 『魏書』巻72 列伝第60
- 『北史』巻47 列伝第35